# 정영식 (공무원)
정영식(丁榮植, 1946~)은 전남목포에서 태어나 행정자치부 차관을 지낸 대한민국의 정치인이다

## 학력, 경력
- 목포고·
- 성균관대 경제학과·
- 행시 10회·
- 전남 나주 목포시장·
- 행자부 지방세제국장·
- 대통령 행정 공직기강비서관